# وایت ریور جانکشن، ورمانت
وایت ریور جانکشن (به انگلیسی: White River Junction) یک منطقهٔ مسکونی در ایالات متحده آمریکا است که در Hartford واقع شده‌است. وایت ریور جانکشن ۴٫۴ کیلومتر مربع مساحت و ۲٬۲۸۶ نفر جمعیت دارد و ۱۱۰ متر بالاتر از سطح دریا واقع شده‌است.